# Laguna Coruto
Laguna Coruto är en sjö i Bolivia.   Den ligger i departementet Potosí, i den södra delen av landet, 400 km söder om huvudstaden Sucre. Laguna Coruto ligger 4 534 meter över havet. Arean är 15,8 kvadratkilometer. Den sträcker sig 6,4 kilometer i nord-sydlig riktning, och 6,6 kilometer i öst-västlig riktning.
Omgivningarna runt Laguna Coruto är i huvudsak ett öppet busklandskap. Trakten runt Laguna Coruto är nära nog obefolkad, med mindre än två invånare per kvadratkilometer.